# Cabanac-Séguenville
Cabanac-Séguenville là một xã thuộc tỉnh Haute-Garonne trong vùng Occitanie ở tây nam nước Pháp. Xã nằm ở khu vực có độ cao trung bình 200 mét trên mực nước biển.